# Katarina Kresal
Katarina Kresal (Ljubljana, 28. siječnja 1973.) je slovenska pravnica i političarka, najpoznatija po tome što je bila predsjednica Liberalne demokracije Slovenije (LDS) i ministrica unutarnjih poslova u vladi Boruta Pahora.

## Životopis
Maturirala je na Gimnaziji Bežigrad u Ljubljani i zatim upisala Pravni fakultet u Ljubljani. Tamo je diplomirala godine 1996. a godine 1999. položila pravosudni ispit. Trenutno je na istom fakultetu upisana na magistarski studij.
Katarina Kresal je na početku karijere bila zaposlena kao pripravnica na Višem sudu u Ljubljani, a zatim je kao savjetnica za gospodarske sporove radila na ljubljanskom Okružnom sudu. Kasnije je kao pravnica radila u Kapitalskoj družbi d.d. te danas raspuštenom Western Wireless International, američkom poduzeću sa sjedištem u Ljubljani. Od godine 2003. radi kao odvjetnik u odvjetničkom uredu Mira Senice. Bavi se gospodarskim, korporacijskim, stečajnim i autorskim pravom. Članica je nadzornih odbora nekoliko poduzeća. U 2012. godini osnovala je Europski centar za rješavanje sukoba (ECDR), koji se bavi alternativnim rješavanjem sukoba.

## Politička karijera
Kresal se u ožujku 2007. kandidirala za predsjednicu Liberalne demokracije Slovenije i bila izabrana 30. lipnja 2007. s 287 od 329 glasova delegata na stranačkoj konvenciji.Na slovenskim parlamentarnim izborima 2008. izabrana je u Državni zbor.U studenom iste godine, ona je postala ministricom unutarnjih poslova u vladi Boruta Pahora. U kolovozu 2011., ona je podnijela ostavku na mjesto ministrice unutarnjih poslova zbog izvještaja komisije za suzbijanje korupcije, koja je navela, da postoje elementi nepravilnosti u ugovoru koje je njeno ministarstvo sklopilo o iznajmljivanju prostorija koje pripadaju Ministarstvu unutrašnjih poslova. Dana 12. siječnja 2010. je proglašena slovenskom Ženom godine za 2009. godinu. Nagradu svake godine dodjeljuju čitatelji Jane, najstarijeg slovenskog časopisa za žene.
Dana 15. prosinca 2011. Kresal je dala neopozivu ostavku kao predsjednica SPD nakon što stranka nije uspjela osigurati sebi ulazak u Narodnoj skupštini na   parlamentarnim izborima 2011.

## Vanjske poveznice
- LDS.si  Arhivirana inačica izvorne stranice od 24. ožujka 2010. (Wayback Machine)